# Langwaden (Bensheim)
Langwaden ist ein Stadtteil von Bensheim im südhessischen Landkreis Bergstraße. Hier leben rund 350 Menschen.

## Geographie
Langwaden liegt im Hessischen Ried auf einer Höhe von etwa 90 m über NN. Geologisch betrachtet gehört das Ortsgebiet zum alten Neckar-Schwemmland. Das alte Bett des Neckars verlief zwischen Langwaden und Hähnlein Richtung Pfungstadt und mündete bei Trebur in den Rhein. In etwa 6,5 km Luftlinie entfernt liegt in südöstlicher Richtung das Bensheimer Stadtzentrum.
Der aus dem Lautertal kommende Winkelbach umfließt aus nördlicher Richtung kommend den Ort im Süden und fließt dann in westlicher Richtung zum Rhein hin.
In unmittelbarer Nähe von Langwaden verläuft die Bundesautobahn 67 (westlich vom Ort). 2 km östlich liegt das zu Zwingenberg gehörende Rodau. Ebenfalls 2 km entfernt liegt im Nordosten Hähnlein. Im Süden beziehungsweise Südosten liegen, ebenfalls etwa 2 km (Luftlinie) entfernt, die Bensheimer Stadtteile Schwanheim und Fehlheim. Etwa 4 km trennen Langwaden und das im Westen gelegene Groß-Rohrheim.

## Geschichte

### Überblick
Die erste schriftliche Erwähnung unter dem Namen Langwada findet sich für Langwaden in Lorscher Codex als Besitz des Klosters Lorsch unter dem Jahr 773. 1232 kam das Kloster zum Erzstift Mainz und wurde 1461 an die Kurpfalz verpfändet, die das Kloster 1564 aufhob. Die Besitzungen des Klosters fielen zum großen Teil an Kurmainz und die Pfalzgrafen. Vom Osten her versuchten die Schenken von Erbach ihr Territorium zu erweitern und gelangten zwischen 1417 und 1532 auch in den Besitz von Langwaden. 1554 wird in der Grafschaft Erbach die Reformation eingeführt und Langwaden gehört zur Kirchengemeinde von Jugenheim. 1621 verkauften die Erbacher den Ort für 20.000 Gulden an Hessen-Darmstadt, um das Lösegeld für Graf Georg Albrecht I. zu Erbach (1597–1647) zu beschaffen. Dieser war von türkischen Piraten am 16. Mai 1617 vor Sizilien entführt und nach Malta verschleppt worden. Für seine Freilassung wurden 25.000 Gulden – nach anderen Quellen 22.000 Goldkronen – gefordert. Kirchlich wird Langwaden dadurch Filialgemeinde von Schwanheim. Eine eigene Kirche erhielt der Ort 1698. Um diese Kirche und dem gegenüber liegenden Rathaus aus der ersten Hälfte des 18. Jahrhunderts gruppierte sich wohl der alte Ortskern. Vom Dreißigjährigen Krieg, der Pest und nachfolgenden Auseinandersetzungen, wie dem Pfälzischen Erbfolgekrieg, blieb Langwaden sicher genauso wenig verschont wie die gesamte Bergstraße.
Die Statistisch-topographisch-historische Beschreibung des Großherzogthums Hessen berichtet 1829 über Langwaden:

„Langwaden (L. Bez. Bensheim) luth. Filialdorf; liegt 1⁄2 St. von Bensheim, hat 1 Kapelle, 34 Häuser, und 216 Einw., die bis auf 1 Reform., 1 Kath. und 4 Juden lutherisch sind. – Der Ort kommt schon im 9. Jahrhundert vor; gehörte erst zur Kirche von Jugenheim und wurde im 17. Jahrhundert ein Filial von Schwanheim. Im Jahr 1621 kam der Ort an Hessen.“

Die Bürgermeisterei unterstand dem Landratsbezirk Bensheim. Die Justiz unterlag dem Landgericht Zwingenberg, die Finanzverwaltung oblag dem Rentamt Zwingenberg und die zuständige Steuerverwaltung war der Steuerbezirk Bensheim mit der Obereinnehmerei Bensheim mit der Distrikts-Einnehmerei Gernsheim mit Langwaden. Dem Hauptzollamt Heppenheim unterstand der Landratsbezirk Bensheim mit dem Nebenzollamt Bickenbach. Für die Forstverwaltung war der Forstrevier Gernsheim mit Langwaden zuständig. Die lutheranischen Pfarreien unterstanden dem Inspektorat Bensheim und katholische Pfarreien im Landratsbezirk dem Bergsträßer Landkapitel.
Am 1. Februar 1971 wurde der Ort im Zuge der hessischen Gebietsreform auf freiwilliger Basis nach Bensheim eingemeindet. Für Langwaden wurde wie für die übrigen Stadtteile ein Ortsbezirk mit Ortsbeirat und Ortsvorsteher nach der Hessischen Gemeindeordnung eingerichtet.
Der letzte Bürgermeister von Langwaden war Philipp Münster. Im Langwadener Neubaugebiet ist eine Straße nach ihm benannt.

### Namensherkunft
Langwaden wird im Lorscher Codex 3671 (Reichsurbar Gernsheim) im Jahr 764 erstmals als Lancquata erwähnt:

„Hube de Gernesheim. In Gernesheim inueniuntur de terra arabili iurnales XCIII. In Lancquata iurnales XC. in Rorheim iurnales XL.“

(Deutsche Übersetzung: Bauernhöfe von Gernsheim. In Gernsheim gibt es 93 Tagwerk Ackerland, in Langwaden 90 Tagwerk, in Rohrheim 40 Tagwerk.)
Im Jahr 773 wird daraus der Name Langwatta. Ab 1640 ist dann die heute übliche Schreibweise Langwaden gebräuchlich. Die erste Silbe steht dabei für den deutschen Begriff lang, das heißt nach vorne und hinten ausgedehnt; das Gegenteil von kurz. Das zweite Wortglied waden kommt aus dem althochdeutschen wat(i) (Furt, Flussübergang). Der Flurname Waad bezeichnet eine „sumpfige Stelle“ und leitet sich aus dem burgundischen oder lateinischen Erbwort vadum (=Furt) ab. Der Name des Ortes ist somit als Furt durch den Winkelbach hergeleitet. Der Gernsheimer Flurname Langwader Fahr aus dem 14. Jahrhundert bestätigt dies.

### Zeit der Weltkriege
Am 1. August 1914 brach der Erste Weltkrieg aus, der im ganzen Deutschen Reich der positiven wirtschaftlichen Entwicklung ein Ende setzte. Als nach der deutschen Niederlage am 11. November 1918 der Waffenstillstand unterschrieben wurde, hatte auch Langwaden Gefallene zu beklagen, während der Krieg insgesamt rund 17 Millionen Menschenopfer kostete.
Das Ende des Deutschen Kaiserreiches war damit besiegelt, und die unruhigen Zeiten der Weimarer Republik folgten. In der Zeit von 1921 bis 1930 wurden in Deutschland 566.500 Auswanderer gezählt, die versuchten, den schwierigen Verhältnissen in Deutschland zu entfliehen. Am 30. Januar 1933 wurde Adolf Hitler Reichskanzler, was das Ende der Weimarer Republik und den Beginn der Nationalsozialistischen Diktatur besiegelte.
Am 1. September 1939 begann mit dem Einmarsch deutscher Truppen in Polen der Zweite Weltkrieg, der in seinen Auswirkungen noch weit dramatischer war als der Erste Weltkrieg und dessen Opferzahl auf 60 bis 70 Millionen Menschen geschätzt werden.
Durch den Militärflughafen bei Biblis, der Ende September 1944 wiederholt durch alliierte Luftstreitkräfte angegriffen wurde, fielen Bomben auf Langwaden.
Besonders bemerkbar machte sich der verstärke Luftkrieg gegen Deutschland ab 1944. Große Fliegerverbände überflogen Langwaden bei ihren Angriffen auf die umliegenden Industriestädte Ludwigshafen, Mannheim oder Worms. In diesem Jahr wurde auch die Arbeit auf den Feldern durch die fortgesetzten Tieffliegerangriffe lebensgefährlich. Auch in der Bahn oder auf den Straßen war niemand mehr sicher.
In der Endphase des Zweiten Weltkrieges in Europa erreichten die amerikanischen Verbände Mitte März 1945 den Rhein zwischen Mainz und Mannheim. Die Brückenköpfe auf der linken Rheinseite konnten durch die schwachen deutschen Kräfte nicht gehalten werden, was zur Sprengung der Rheinbrücken bei Worms, Nordheim und Gernsheim am 20. März führte. Die sich auf die rechte Rheinseite zurückgezogenen Reste der deutschen 7. Armee mussten fast die gesamte schwere Ausrüstung wie Panzer und Artillerie zurücklassen, was eine Fortsetzung der Kämpfe bei der absoluten Luftherrschaft der Amerikaner und dem Fehlen jeglicher deutscher Reserven eigentlich völlig sinnlos machte.
Auf amerikanischer Seite war jetzt das oberste Ziel die Vermeidung weiterer Verluste, was zum massiven Einsatz von Artillerie, Panzern und Flugzeugen, auch ohne genaue Kenntnis einer möglichen Gegenwehr, auf alle einzunehmenden Städte und Dörfer führte. Stießen die vorrückende Kräfte auf Widerstand erfolgte ein sofortiger Rückzug und ein massiver Einsatz von Luftwaffe und Artillerie. Am 22. März überquerte die 3. US-Armee bei Oppenheim den Rhein und besetzte am 25. März Darmstadt. Das machte aus amerikanischer Sicht ein schnelles Nachrücken der benachbarten 7. US-Armee zur Flankensicherung notwendig. Zur Vorbereitung für deren Rheinüberquerung wurden die meisten Riedgemeinden am 25. und in der Nacht zum 26. März von der amerikanischen Artillerie beschossen.
In den ersten Stunden des 26. März 1945 überquerten amerikanische Truppen bei Hamm und südlich von Worms den Rhein. Sie überqueren noch am gleichen Tag die Autobahn Frankfurt–Mannheim bei Langwaden und standen vor Schwanheim, womit diese wichtige Nord-Süd-Verbindung unterbrochen war.
Am 27. März rückten die amerikanischen Einheiten weiter vor und standen in Lorsch, Bensheim, Heppenheim und Zwingenberg, einen Tag später waren Aschaffenburg am Main sowie der westliche und nördliche Teil des Odenwaldes besetzt.
Der Krieg in Europa endete mit der bedingungslosen Kapitulation aller deutschen Truppen, die am 8. Mai 1945 um 23:01 Uhr mitteleuropäischer Zeit in Kraft trat.

### Verwaltung und Gerichte
Langwaden gehörte zur Obere Grafschaft Katzenelnbogen die den Kern der späteren Landgrafschaft Hessen-Darmstadt bildete. Dort gehörte Langwaden bis 1801 zum „Amt Zwingenberg und Jägersburg“ in der Obergrafschaft Catzenellnbogen im Regierungsbezirk Darmstadt.
Als Folge der Napoleonischen Kriege wurde in der letzten Sitzung des Immerwährenden Reichstags in Regensburg im Februar 1803 der Reichsdeputationshauptschluss verabschiedet, der die Bestimmungen des Friedens von Lunéville umsetzte, und die territorialen Verhältnisse im Heiligen Römischen Reich (Deutscher Nation) neu regelte. Darin erhielt die Landgrafschaft Hessen-Darmstadt, als Ausgleich für verlorene rechtsrheinische Gebiete, unter anderem Teile der aufgelösten Fürstentümer Kurmainz, Kurpfalz und Worms zugesprochen. Das damit erweiterte Territorium östlich des Rheins und südlich des Mains wurde von Hessen-Darmstadt unter dem Namen Fürstentum Starkenburg geführt.
Unter Druck Napoleons wurde 1806 der Rheinbund gegründet, dies geschah mit dem gleichzeitigen Reichsaustritt der Mitgliedsterritorien.
Dies führte am 6. August 1806 zur Niederlegung der Reichskrone, womit das Alte Reich aufhörte zu bestehen.
Am 14. August 1806 wurde die Landgrafschaft Hessen-Darmstadt, gegen Stellung hoher Militärkontingente an Frankreich und den Beitritt zum Rheinbund, von Napoleon zum Großherzogtum erhoben, anderenfalls drohte er mit Invasion. Nach der endgültigen Niederlage Napoléons regelte der Wiener Kongress 1814/15 die territorialen Verhältnisse in Deutschland, dabei wurde die Zugehörigkeit des „Fürstentum Starkenburg“ zum Großherzogtum bestätigt, daraufhin dieses das Gebiet in Provinz Starkenburg umbenannt. 1820 wurde das „Amt Zwingenberg und Jägersburg“ in Amt Zwingenberg umbenannt.
1821 wurden im Rahmen einer umfassenden Verwaltungsreform die Amtsvogteien in den Provinzen Starkenburg und Oberhessen des Großherzogtums aufgelöst und Landratsbezirke eingeführt, wobei Langwaden dem Landratsbezirk Bensheim zugeteilt wurde. Im Rahmen dieser Reform wurden auch Landgerichte geschaffen, die jetzt unabhängig von der Verwaltung waren. Die Landgerichtsbezirke entsprachen in ihrem Umfang den Landratsbezirken.
Diese Reform ordnete auch die administrative Verwaltung auf Gemeindeebene. So war die Bürgermeisterei in Langwaden auch für Rodau zuständig. Entsprechend der Gemeindeverordnung vom 30. Juni 1821 gab es keine Einsetzungen von Schultheißen mehr, sondern einen gewählten Ortsvorstand, der sich aus Bürgermeister, Beigeordneten und Gemeinderat zusammensetzte.
1832 wurden die Einheiten ein weiteres Mal vergrößert und es wurden Kreise geschaffen. Dadurch gelangte Langwaden im August 1832 in den Kreis Bensheim. 1842 wurde das Steuersystem im Großherzogtum reformiert und der Zehnte und die Grundrenten (Einnahmen aus Grundbesitz) wurden durch ein Steuersystem ersetzt, wie es in den Grundzügen heute noch existiert.
Infolge der Märzrevolution 1848 wurden mit dem „Gesetz über die Verhältnisse der Standesherren und adeligen Gerichtsherren“ vom 15. April 1848 die standesherrlichen Sonderrechte endgültig aufgehoben.
Darüber hinaus wurden in den Provinzen, die Kreise und die Landratsbezirke des Großherzogtums am 31. Juli 1848 abgeschafft und durch „Regierungsbezirke“ ersetzt, was jedoch bereits am 12. Mai 1852, im Laufe der Reaktionsära, wieder rückgängig gemacht wurde. Dadurch gehört Langwaden zwischen 1848 und 1852 zum Regierungsbezirk Heppenheim, bevor wieder der Kreis Bensheim für die übergeordnete Verwaltung zuständig war.
Die im Dezember 1852 aufgenommenen Bevölkerungs- und Katasterlisten ergaben für Langwaden: Filialdorf in der Rheinebene mit 265 Einwohnern. Die Gemarkung besteht aus 503 Morgen, davon 341 Morgen Ackerland, 132 Morgen Wiesen und 3 Morgen Wald.
In den Statistiken des Großherzogtums Hessen wurden, bezogen auf Dezember 1867, für den Langwaden mit eigener Bürgermeisterei, 38 Häuser, 208 Einwohnern, der Kreis Bensheim, das Landgericht Zwingenberg, die evangelisch Pfarrei Schwanheim des Dekanats Zwingenberg und die katholische Pfarrei Bensheim des Dekanats Bensheim, angegeben.
Die hessischen Provinzen Starkenburg, Rheinhessen und Oberhessen wurden 1937 nach der 1936 erfolgten Auflösung der Provinzial- und Kreistage aufgehoben. Zum 1. November 1938 trat dann eine umfassende Gebietsreform auf Kreisebene in Kraft. In der ehemaligen Provinz Starkenburg war der Kreis Bensheim besonders betroffen, da er aufgelöst und zum größten Teil dem Kreis Heppenheim zugeschlagen wurde. Der Kreis Heppenheim übernahm auch die Rechtsnachfolge des Kreises Bensheim und erhielt den neuen Namen Landkreis Bergstraße.
Das Großherzogtum Hessen war von 1815 bis 1866 ein Mitgliedsstaat des Deutschen Bundes und ab 1871 ein Bundesstaat des Deutschen Reiches. Es bestand bis 1919, nach dem Ersten Weltkrieg wurde das Großherzogtum zum republikanisch verfassten Volksstaat Hessen. 1945 nach Ende des Zweiten Weltkriegs befand sich das Gebiet des heutigen Hessen in der amerikanischen Besatzungszone und durch Weisung der Militärregierung entstand Groß-Hessen, aus dem das Bundesland Hessen in seinen heutigen Grenzen hervorging.
Im Jahr 1961 wurde die Gemarkungsgröße mit 140 ha angegeben, davon waren 11 ha Wald.
Am 1. Februar 1971 wurde die bis dahin selbständige Gemeinde Langwaden im Zuge der Gebietsreform in Hessen auf freiwilliger Basis nach Bensheim eingemeindet. Für Langwaden wurde ein Ortsbezirk mit Ortsbeirat und Ortsvorsteher nach der Hessischen Gemeindeordnung eingerichtet.
Die zuständige Gerichtsbarkeit lag ab 1821 beim Landgericht Zwingenberg. aus ihm geht 1879 das Amtsgericht Zwingenberg hervor. 1934 wurde das Amtsgericht Zwingenberg aufgelöst und die Aufgaben an das Amtsgericht Bensheim übertragen.

### Verwaltungsgeschichte im Überblick
Die folgende Liste zeigt die Staaten und Verwaltungseinheiten, denen Langwaden angehört(e):
- vor 1479: Heiliges Römisches Reich, Grafschaft Katzenelnbogen, Obergrafschaft Katzenelnbogen, Amt Zwingenberg
- ab 1479: Heiliges Römisches Reich, Landgrafschaft Hessen (durch Erbfall), Obergrafschaft Katzenelnbogen, Amt Zwingenberg
- ab 1567: Heiliges Römisches Reich, Landgrafschaft Hessen-Darmstadt, Obergrafschaft Katzenelnbogen (1783: Amt Zwingenberg und Jägersburg)
- ab 1803: Heiliges Römisches Reich, Landgrafschaft Hessen-Darmstadt, Fürstentum Starkenburg, Amt Zwingenberg und Jägersburg
- ab 1806: Großherzogtum Hessen,[Anm. 2] Fürstentum Starkenburg, Amt Zwingenberg[26]
- ab 1815: Großherzogtum Hessen[Anm. 3], Provinz Starkenburg, Amt Zwingenberg
- ab 1821: Großherzogtum Hessen, Provinz Starkenburg, Landratsbezirk Bensheim[Anm. 4]
- ab 1832: Großherzogtum Hessen, Provinz Starkenburg, Kreis Bensheim
- ab 1848: Großherzogtum Hessen, Regierungsbezirk Heppenheim
- ab 1852: Großherzogtum Hessen, Provinz Starkenburg, Kreis Bensheim
- ab 1871: Deutsches Reich,[Anm. 5] Großherzogtum Hessen, Provinz Starkenburg, Kreis Bensheim
- ab 1918: Deutsches Reich, Volksstaat Hessen,[Anm. 6] Provinz Starkenburg, Kreis Bensheim
- ab 1938: Deutsches Reich, Volksstaat Hessen, Landkreis Bergstraße[27][Anm. 7]
- ab 1945: Amerikanische Besatzungszone,[Anm. 8] Groß-Hessen, Regierungsbezirk Darmstadt, Landkreis Bergstraße
- ab 1946: Amerikanische Besatzungszone, Land Hessen, Regierungsbezirk Darmstadt, Landkreis Bergstraße
- ab 1949: Bundesrepublik Deutschland, Land Hessen, Regierungsbezirk Darmstadt, Landkreis Bergstraße
- ab 1971: Bundesrepublik Deutschland, Land Hessen, Regierungsbezirk Darmstadt, Landkreis Bergstraße, Stadt Bensheim[Anm. 9]

## Bevölkerung

### Einwohnerstruktur 2011
Nach den Erhebungen des Zensus 2011 lebten am Stichtag dem 9. Mai 2011 in Langwaden 381 Einwohner. Darunter waren 9 (2,4 %) Ausländer.
Nach dem Lebensalter waren 66 Einwohner unter 18 Jahren, 171 waren zwischen 18 und 49, 84 zwischen 50 und 64 und 60 Einwohner waren älter.
Die Einwohner lebten in 144 Haushalten. Davon waren 27 Singlehaushalte, 51 Paare ohne Kinder und 51 Paare mit Kindern, sowie 12 Alleinerziehende und 3 Wohngemeinschaften. In 18 Haushalten lebten ausschließlich Senioren und in 102 Haushaltungen leben keine Senioren.

### Einwohnerentwicklung
| • 1629: | 11 Hausgesesse           |
| • 1806: | 165 Einwohner, 29 Häuser |
| • 1829: | 216 Einwohner, 34 Häuser |
| • 1867: | 208 Einwohner, 38 Häuser |

| Langwaden: Einwohnerzahlen von 1791 bis 2023 | Langwaden: Einwohnerzahlen von 1791 bis 2023 | Langwaden: Einwohnerzahlen von 1791 bis 2023 | Langwaden: Einwohnerzahlen von 1791 bis 2023 | Langwaden: Einwohnerzahlen von 1791 bis 2023 |
| --- | -------------------------------------------- | -------------------------------------------- | -------------------------------------------- | -------------------------------------------- |
| Jahr |                                              |                                              |                                              | Einwohner                                    |
| 1791 | 1791                                         |                                              | 154                                          | 154                                          |
| 1800 | 1800                                         |                                              | 148                                          | 148                                          |
| 1806 | 1806                                         |                                              | 165                                          | 165                                          |
| 1829 | 1829                                         |                                              | 216                                          | 216                                          |
| 1834 | 1834                                         |                                              | 199                                          | 199                                          |
| 1840 | 1840                                         |                                              | 208                                          | 208                                          |
| 1846 | 1846                                         |                                              | 237                                          | 237                                          |
| 1852 | 1852                                         |                                              | 265                                          | 265                                          |
| 1858 | 1858                                         |                                              | 236                                          | 236                                          |
| 1864 | 1864                                         |                                              | 234                                          | 234                                          |
| 1871 | 1871                                         |                                              | 218                                          | 218                                          |
| 1875 | 1875                                         |                                              | 216                                          | 216                                          |
| 1885 | 1885                                         |                                              | 231                                          | 231                                          |
| 1895 | 1895                                         |                                              | 210                                          | 210                                          |
| 1905 | 1905                                         |                                              | 215                                          | 215                                          |
| 1910 | 1910                                         |                                              | 212                                          | 212                                          |
| 1925 | 1925                                         |                                              | 197                                          | 197                                          |
| 1939 | 1939                                         |                                              | 170                                          | 170                                          |
| 1946 | 1946                                         |                                              | 266                                          | 266                                          |
| 1950 | 1950                                         |                                              | 211                                          | 211                                          |
| 1956 | 1956                                         |                                              | 187                                          | 187                                          |
| 1961 | 1961                                         |                                              | 206                                          | 206                                          |
| 1967 | 1967                                         |                                              | 224                                          | 224                                          |
| 1970 | 1970                                         |                                              | 266                                          | 266                                          |
| 1980 | 1980                                         |                                              | ?                                            | ?                                            |
| 1990 | 1990                                         |                                              | ?                                            | ?                                            |
| 2000 | 2000                                         |                                              | ?                                            | ?                                            |
| 2007 | 2007                                         |                                              | 396                                          | 396                                          |
| 2010 | 2010                                         |                                              | 352                                          | 352                                          |
| 2011 | 2011                                         |                                              | 381                                          | 381                                          |
| 2015 | 2015                                         |                                              | 342                                          | 342                                          |
| 2019 | 2019                                         |                                              | 349                                          | 349                                          |
| 2023 | 2023                                         |                                              | 346                                          | 346                                          |
| Datenquelle: Historisches Gemeindeverzeichnis für Hessen: Die Bevölkerung der Gemeinden 1834 bis 1967. Wiesbaden: Hessisches Statistisches Landesamt, 1968. Weitere Quellen: LAGIS; 1791; 1800; Stadt Bensheim; Zensus 2011 |                                              |                                              |                                              |                                              |

### Historische Religionszugehörigkeit
| • 1829: | 210 lutheranische (= 97,2 %), ein katholischer (= 0,64 %), ein reformierter (= 0,46 %), 4 jüdische (= 1,85 %) Einwohner |
| • 1961: | 141 evangelische (= 68,45 %), 63 katholische (= 30,58 %) Einwohner                                                      |

## Politik

### Ortsbeirat
Für Langwaden besteht ein Ortsbezirk (Gebiete der ehemaligen Gemeinde Langwaden) mit Ortsbeirat und Ortsvorsteher nach der Hessischen Gemeindeordnung.
Der Ortsbeirat besteht aus fünf Mitgliedern. Seit den Kommunalwahlen in Hessen 2021 gehören ihm fünf Mitglieder der Wählerliste „Wir für Langwaden“ (WfL) an. Die Wahlbeteiligung zum Ortsbeirat lag bei 65,31 %. Ortsvorsteher ist Robert Loreth (WfL).

### Wappen
Das Ortswappen wurde 1956 nach dem seit 1621 nachgewiesenen Ortssiegel gestaltet. Das Wappen wurde vom Hessischen Staatsarchiv bestätigt und ist so im Hessischen Ortswappenbuch aufgeführt.
Die Symbolik lässt sich wie folgt deuten: Das blaue Ortszeichen in der Mitte des Wappens weist auf die Wasserläufe des Rheins mit seinen Nebenarmen hin. Dies ist typisch für das Hessische Ried. Das als Dreispieß ausgeführte Ortszeichen, symbolisiert den Neptun und deutet auf einen Fischreichtum hin.
Die beiden roten Sterne im Wappen finden sich auch im Wappen der Grafen von Erbach-Erbach.

## Sehenswürdigkeiten und Kultur

### Bauwerke
Sehenswert sind die zahlreichen Fachwerkhäuser. Es gibt ein Dorfgemeinschaftshaus, einen Sportplatz und einen Friedhof.

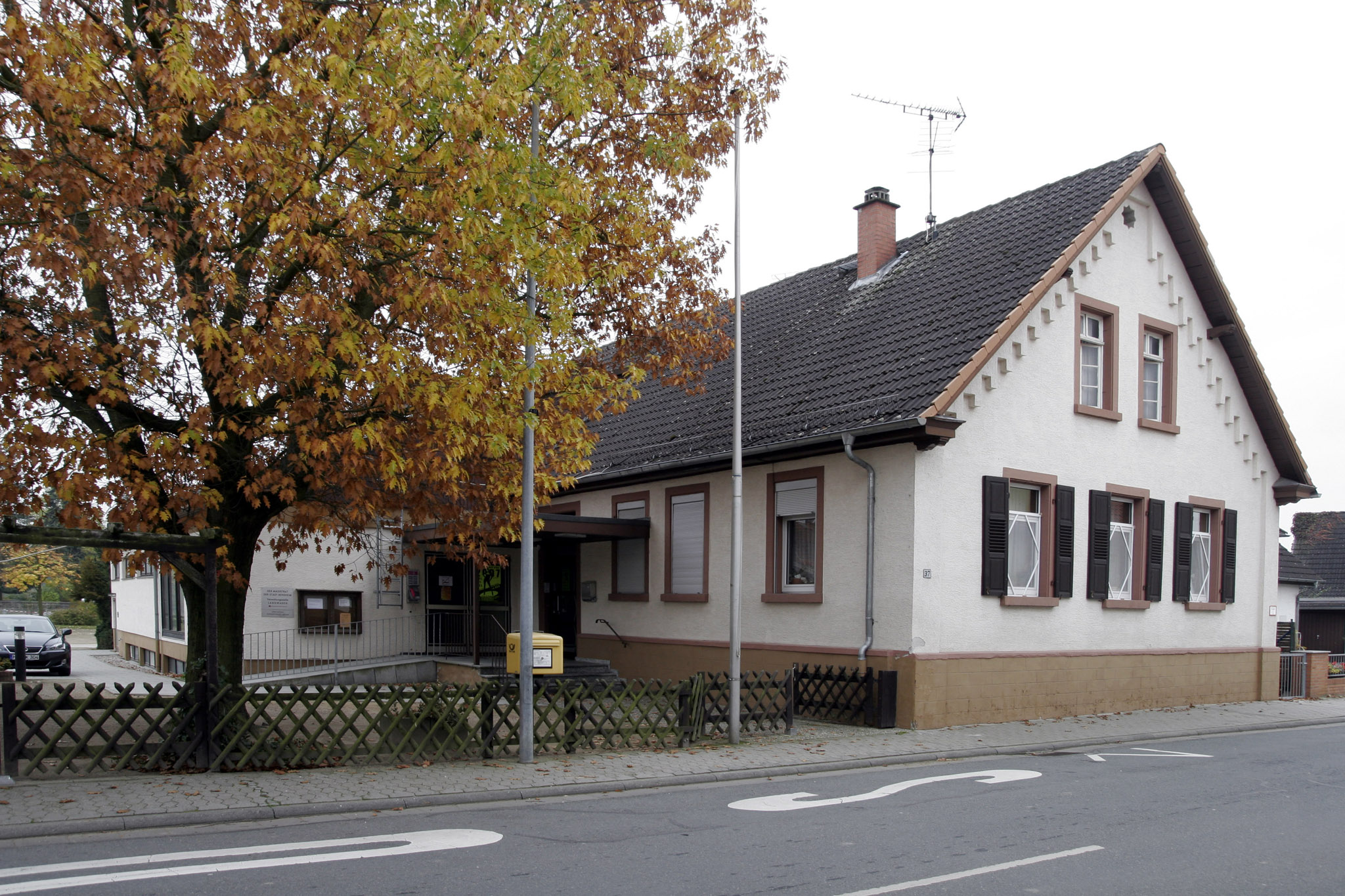
Dorfgemeinschaftshaus in der Jägersburger Straße
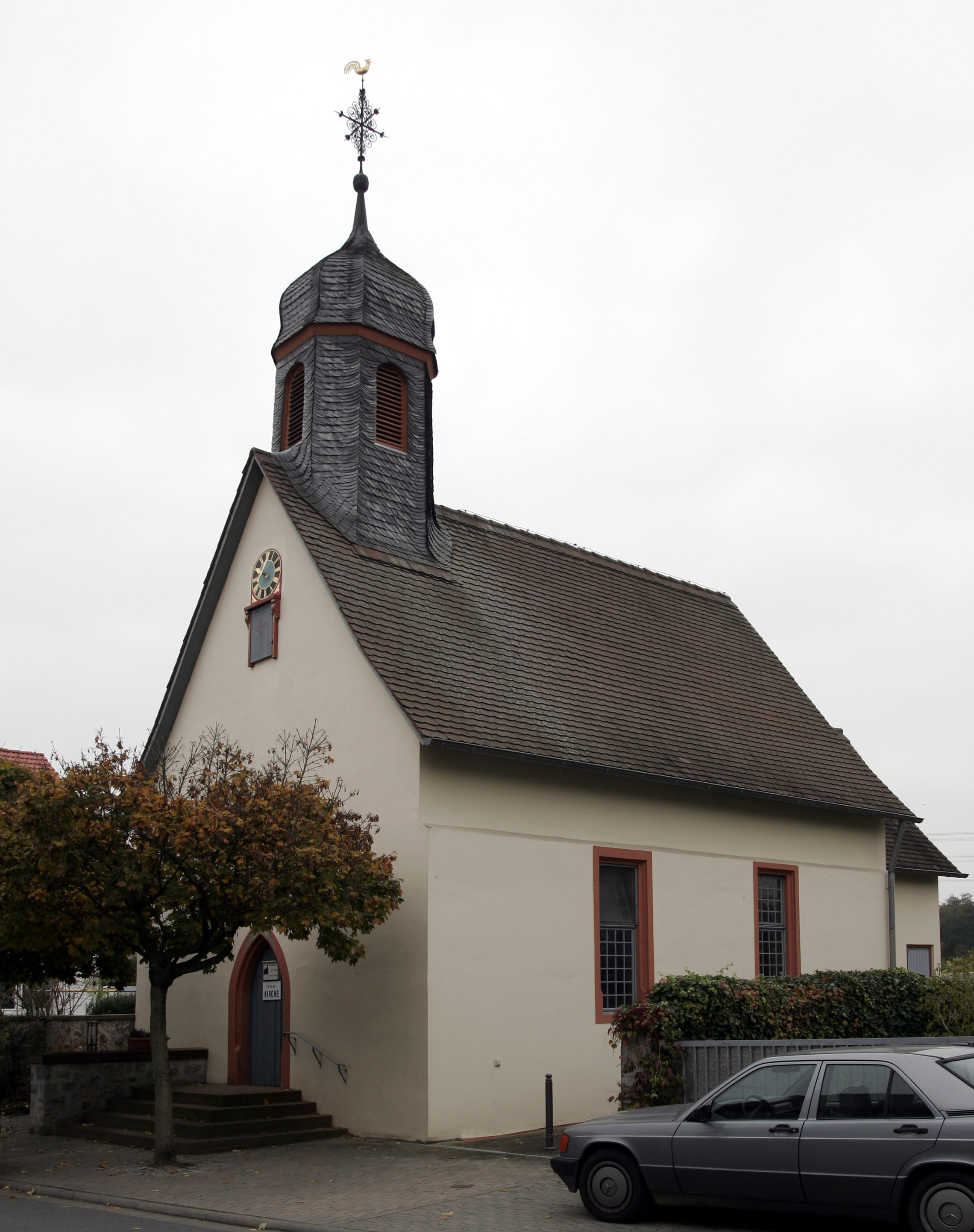
Langwadener Kirche
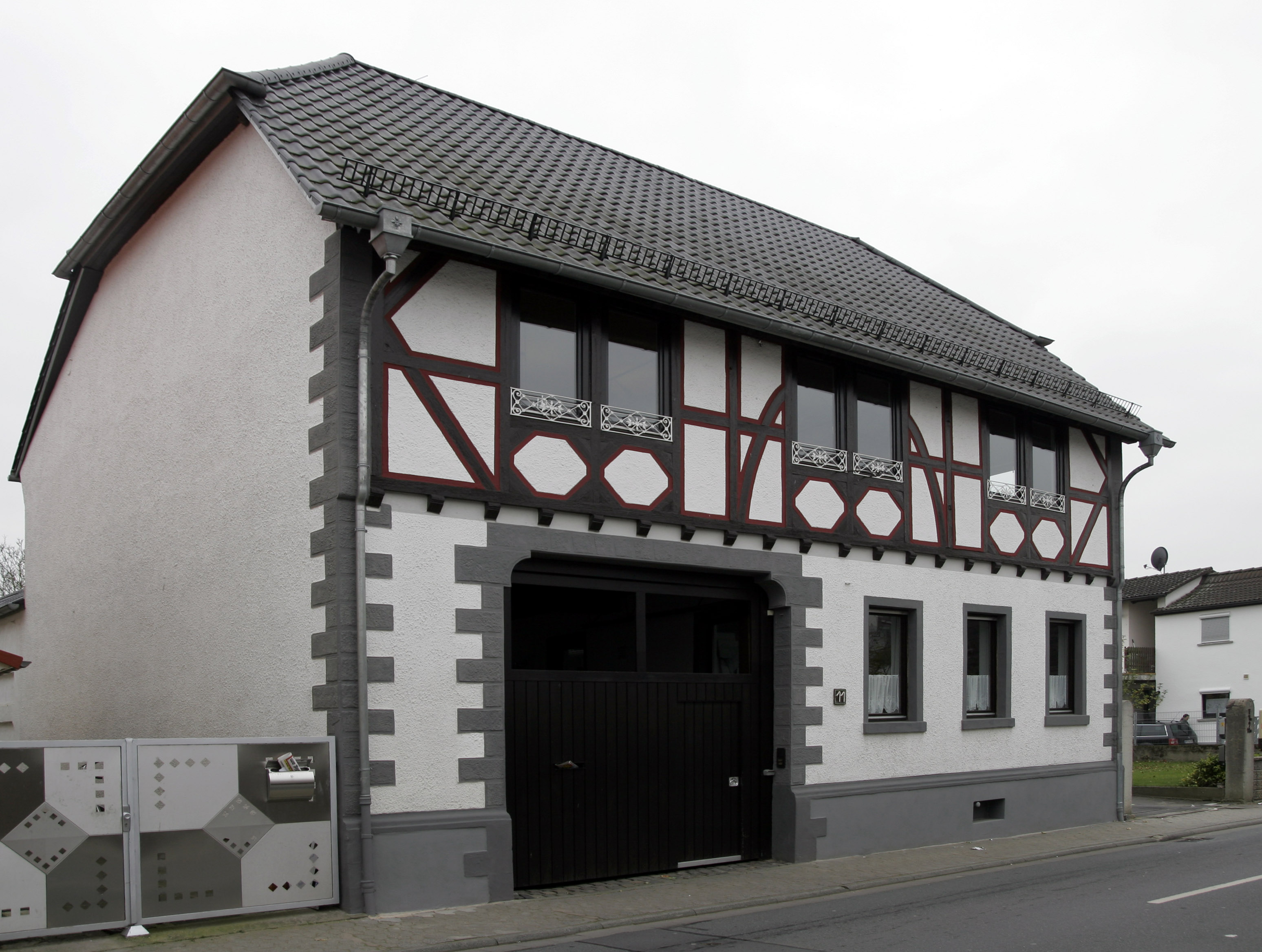
Fachwerkhaus in der Jägersburger Straße
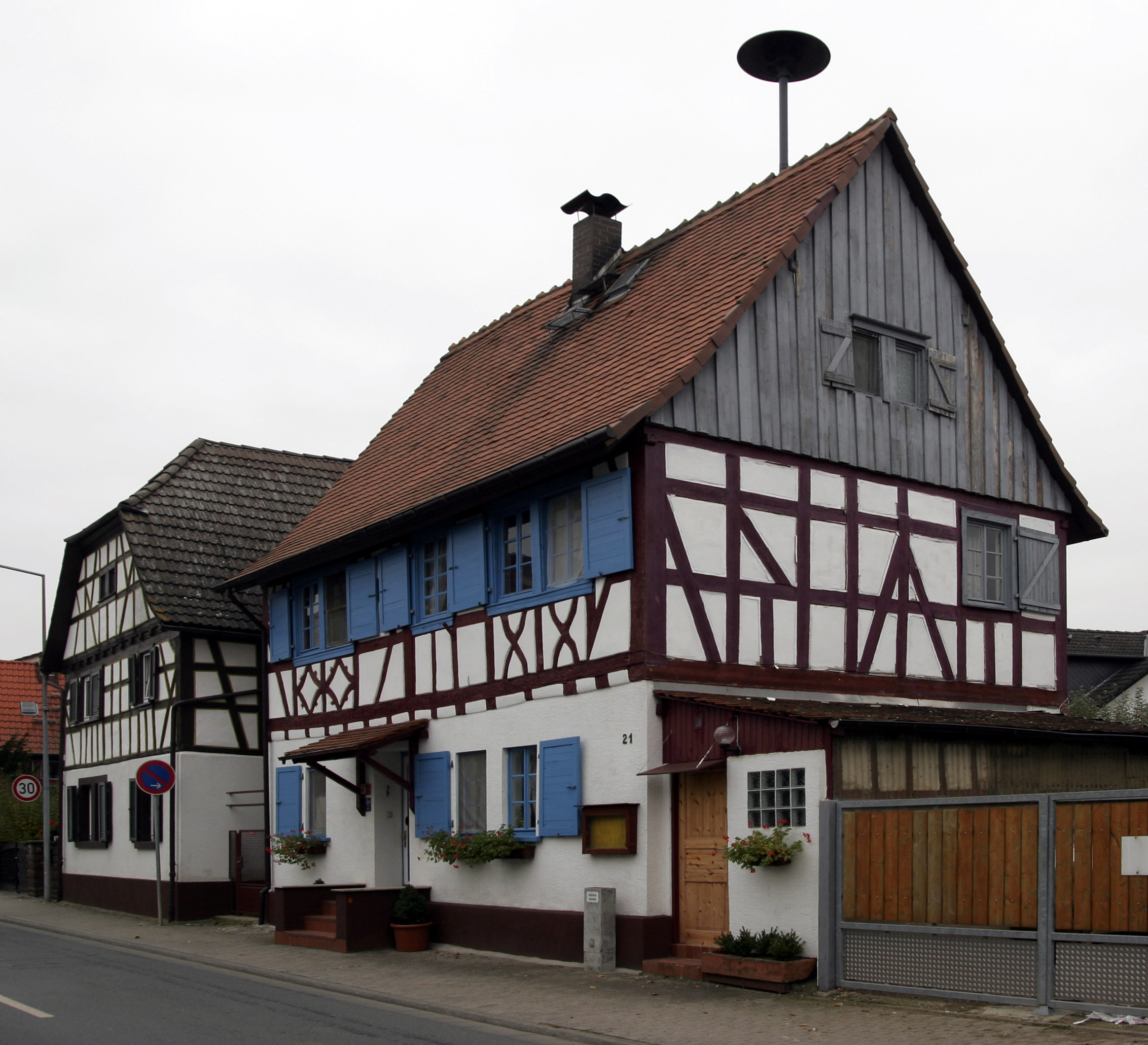
Fachwerkhäuser in der Jägersburger Straße

### Vereinsleben
In Langwaden gibt es fünf Vereine und zwei Interessengemeinschaften (IGs)
- Freiwillige Feuerwehr
- FC Stammtisch „zur Kathrin“
- Deutsches Rotes Kreuz
- Gesangsverein „Liederkranz 1970“.
- Langwärer Kerb e. V.
- Motorrad-Treff Rohrlach
- IG „Weihnachtsmarkt“
- Der Bürgerinitiative lebenswertes Langwaden (BILL) gehören etwa 90 Prozent der wahlberechtigten Langwadener Bürger an.[35]

## Verkehr
Im Schulbustest des ADAC 2010 schnitt die Linie 676 zwischen Bensheim und Langwaden deutschlandweit am schlechtesten ab.
Die Trasse der Neubaustrecke Rhein/Main–Rhein/Neckar der Bahn AG, welche die beiden bestehenden Neubaustrecken Köln-Frankfurt und Mannheim-Stuttgart verbinden soll, ist in enger Bündelung mit der BAB 67 geplant. Dieser Teil der NBS gehört zu Planfeststellungsabschnitt 2, für den die Einleitung der Planfeststellung im Jahr 2011 vorgesehen ist. Der Bau der Bahntrasse ist umstritten, auf Langwader Gebiet würden durch das Vorhaben Waldbereiche beansprucht, die Erholungs- und Lärmschutzfunktion übernehmen.